# Yamaha TW 200
La historia cuenta que a finales de la década de 1980, algunos ingenieros, utilizando el motor propulsor de la SR con mínimas modificaciones, concibieron una mezcla de moto de calle con estilo de enduro. Fue llamado TrailWay "TW 200", una moto cuasi multipropósito, de ahí su traducción TODO CAMINO. Prima de la SR 250, y la XT 225 "SEROW", con las cuales comparte gran parte mecánica (motor).
Se la denomina multipropósito porque tiene un extraordinario comportamiento en distintos terrenos:
Calle: uno de sus hábitats, ágil, estrecha, con gran radio de giro, rivaliza en manejabilidad con los mejores scooters y motos ciudadanas.
Autopista: buen comportamiento, velocidad punta justa para moverse dentro de los límites legales.
Ruta: sin pasar de 120 km/h, con ruedas y asiento cómodos, puedes viajar hasta el fin del mundo... a su aire.
Tierra: seca o mojada, un juguete extraordinario. Excelente tracción en los desplazamientos laterales en pendientes muy escarpadas gracias a sus ruedas sobredimensionadas.
Arena: muy divertida.
- Es un excelente medio de transporte en cualquier terreno, posee altos y bajos, que no es lo mismo que virtudes y defectos. Es una mezcla de conceptos, por lo que no es una moto de TRIAL, ni mucho menos una de CROSS, pero tampoco una típica de carretera.
- Por distintas situaciones económicas (mercado de venta) y políticas (ecología), no llegó a ser una moto conocida en el panorama internacional al 100%

En algunos países de Europa tienen la verdadera TW 200, y más tarde su hermana menor la TW 125 (motor 125cc "YBR" con dos modelos diferenciados por pequeñas cosas, carburador, óptica, cubiertas).
En Asia su continente de origen en conmemoración de su 25 aniversario se comercializa una edición especial, pero de su hermana mayor TW 225, también con un pequeño restyling (lavado de cara).
En la actualidad se sigue fabricando y comercializando en algunos mercados del mundo, sobre todo en Asia y Norteamérica.

## Características

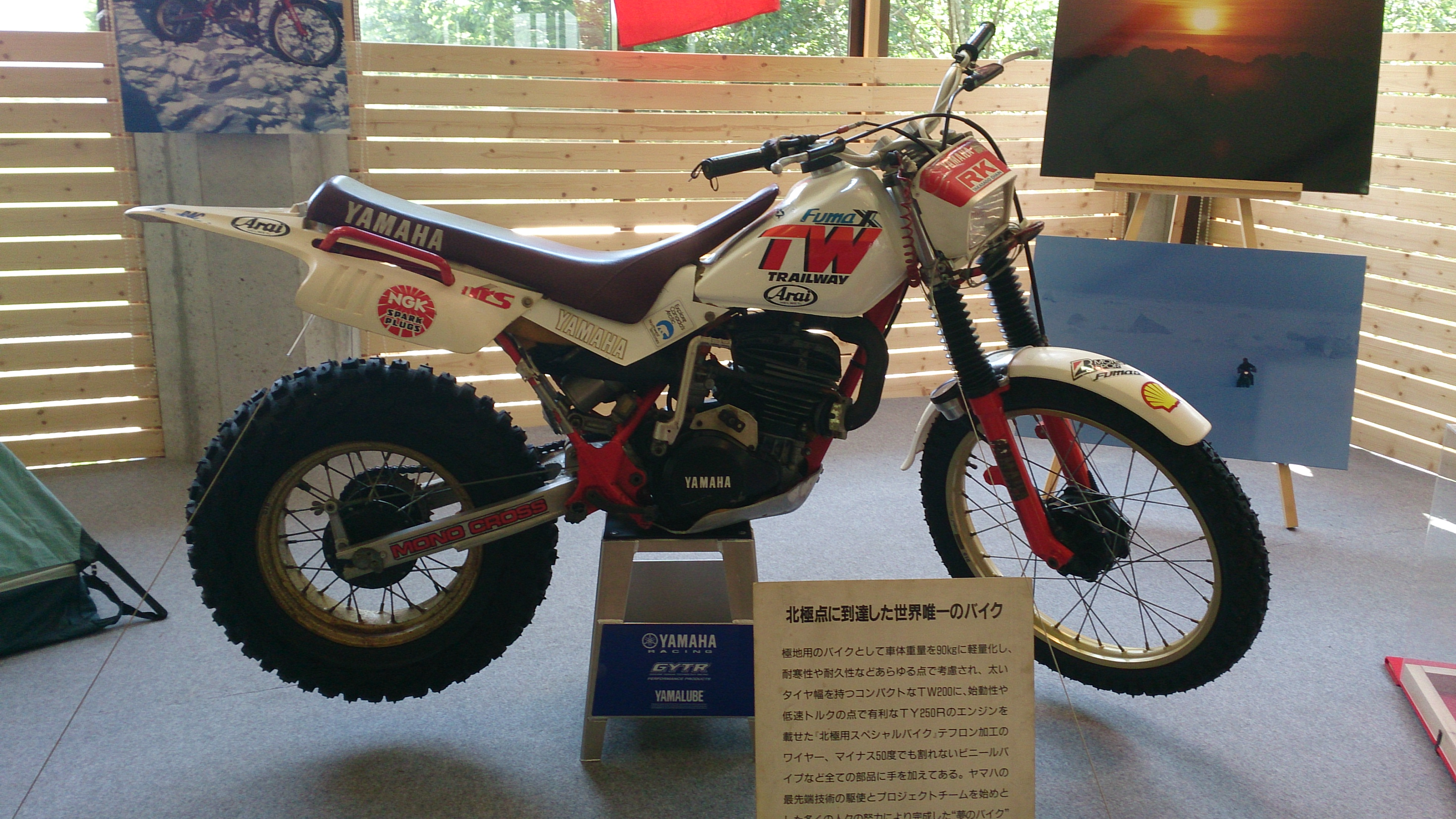
Yamaha TW200

Esos grandes neumáticos ofrecen gran tracción y la comodidad del piloto sobre una amplia gama de terrenos, especialmente en grandes pendientes y terrenos resbaladizos, barro, hierba, roca y casi cualquier cosa fuera de pista, haciendo de la TW200 una máquina de doble propósito muy popular y bien valorada. 
Su asiento bajo y chasis compacto ayudan a inspirar confianza en quien se sube al TW200, convirtiéndolo en uno de los más manejables en carretera y todo terreno.
Arranque eléctrico y equipo completo de calle significan que es super cómodo a montar la TW200 casi donde quiera ir. 

### Motor
Potente de 196 cc refrigerados por aire, cuatro tiempos, ofrece par fundamentalmente a bajo y medio régimen, por lo que se ajusta perfectamente al uso Off-Road. En realidad, lo que más especial la hace es el uso Off-Track, pues es conocida y apreciada como Farm-Bike, moto de trabajo rural, capaz de desenvolverse como pequeño vehículo de desplazamiento y carga en terrenos hostiles: barro, pastos y humedales, ríos y pozas, terrenos rocosos... Por sus grandes ruedas y bajas presiones de inflado, es también apreciada entre los aficionados a las dunas y las motos playeras tipo Suzuki Van-Van, una moto con mucha más difusión en el mercado que sin embargo ofrece un rendimiento muy alejado de la Yamaha TW 200.
Transmisión de cinco velocidades de desplazamiento suave con embrague manual, entrega suave pero decidida de potencia en asfalto y campo. El motor bien equilibrado mantiene las vibraciones hacia abajo para mayor comodidad en desplazamiento largos. 
Sistema de encendido de CDI libre de mantenimiento que garantiza una chispa precisa y fiable para el rendimiento del motor r. p. m. 
Fácil y confiable encendido eléctrico, precisa una batería de muy baja potencia. El tensor de cadena de leva automática supone un mantenimiento mínimo y una prolongada vida útil del motor.

### Chasis y suspensión
Horquilla frontal telescópica de 33 mm con 6,3 pulgadas de recorrido absorbe los golpes para un paseo suave. 
Cuadro ligero sección vasculante y mono-shock trasero con 5,9 pulgadas de recorrido ayudan a mejorar el manejo y en general confort tanto en cualquier terreno. 
El freno de disco delantero hidráulico garantiza una mayor potencia de frenado con menos esfuerzo. 

## Otras características
Asiento de estilo motocross, crea una posición de conducción equilibrada para el movimiento del conductor, óptima y con comodidad.
Guardabarros delantero amplio y duradero, diseñado para mantener el lodo y suciedad fuera el jinete Off-Road.
Reposapiés de pasajeros montados en fotograma proporcionan la capacidad de conducción de dos.
Faros estilo Enduro de halógeno de 55/60-watt cuenta con llave de alta/baja
Indicadores de giro flexible ofrecen una mayor durabilidad contra la rotura.
Horquilla duradera sudarios ayudar a impedir que las rocas y escombros dañando los controles deslizantes de la horquilla.
Pequeño carenado que reduce el viento a velocidades de autopista y proporciona una leve protección adicional contra el clima.
Instrumentación estándar incluye un velocímetro, odómetro y cuentakilómetros parcial, así como luces indicadoras para neutro, luz larga e intermitentes de giro.
Palanca de arranque fácil de usar.
Espejos retrovisores de gran tamaño.
Batería fiable y de bajo mantenimiento, baja potencia.

## Especificaciones
Motor
- Tipo 196cc refrigerados por aire SOHC 4 tiempos; 2 válvulas
- Pistón 67.0 x 55,7 mm
- Relación de compresión 9.5:1
- Entrega de combustible Mikuni ® 28 mm
- Ignición CDI
- Transmisión Constante de malla 5-velocidad; multidisco embrague húmedo
- Unidad final Cadena

Chasis
- Suspensión Delantera Horquilla telescópica; 160mm recorrido (resorte espiral+ amortiguador de aceite).
- Suspensión Trasera Brazo Mono-Shock; 150mm recorrido (gas+ resorte espiral+ amortiguador de aceite).
- Frenos Delantero Disco sencillo de 220 mm
- Frenos Trasero Tambor de 110 mm
- Neumáticos Delantero 130/80-18 66P
- Neumáticos Trasero 180/80-14M/C 78P

Dimensiones
- Longitud 2090 mm
- Ancho 820 mm
- Altura 1120 mm
- Altura de asiento 790 mm
- Distancia entre ejes 1325 mm
- Despeje del suelo 264 mm
- Capacidad de combustible 7 L (6 L + 1 L Reserva)
- Economía de combustible 125 km
- Peso + tanque lleno + aceite 126,5 kg

Varios
- Radio mínimo de giro 1899 mm
- Transmisión Primaria 73/22. Secundaria 50/14
- Tipo de bujía D8EA
- Batería GM7CZ-3D/ 12V 7 AH
- LLANTA Delantera 2.50x18 DID Aluminio
- LLANTA Trasera MT 4.50x14 DID Acero
- Giro de rueda delantera 1600 mm
- Giro de rueda trasera 1500 mm
- Presión de ruedas hasta 80 kg o Off-Road 18
- Presión de ruedas con pasajero o velocidad máxima.  Delantera 21. Trasera 25.
- Cubre cárter de aluminio
- Peso máximo de carga 157 kg

| VIRTUDES                                                                        | DEFECTOS (mejorables)                                         |
| ------------------------------------------------------------------------------- | ------------------------------------------------------------- |
| Estética.                                                                       | Velocidad final “10 km/h más le caerían perfecto              |
| Suavidad al andar.                                                              | Mejorar el consumo u Ampliar a 10 L el tanque de combustible. |
| Buen par motor “Como el conejo de Duracell, anda y anda”; “La TW anda y trepa”. |                                                               |